# Sinhronizacija filmov
Sinhronizacija je postopek zamenjave izvirnih glasov igralcev (tistih, ki jih vidimo na zaslonu in slišimo preko zvočnikov) v filmu ali kakšni drugi video vsebini (animirani film, risanka) z glasovi drugih oseb, ki navadno govorijo nek drug jezik. Gre torej za prevajanje govorjenega besedila iz enega jezika v drugega.

## Uporaba po svetu
Osebe, ki posodijo glas določenemu liku, so v glavnem po svetu bolj malo znane, razen pri nekaterih izjemah (npr. med privrženci japonskih animejev) ali takrat ko njihov glas postane značilen za nek lik v seriji ali za določenega znanega igralca. Posebno v komedijah ali v animiranih filmih like po navadi upodobijo lokalno znane osebnosti z namenom, da bi privlačili lokalno občinstvo. 

### Evropa
V evropskih državah je pristop do prevajanja video vsebin zelo različen. V Jugovzhodni Evropi vse države skoraj vse vsebine podnaslavljajo (izjema so vsebine za otroke), prav tako skandinavske države, Združeno kraljestvo, Irska, Islandija, Portugalska, Nizozemska, Danska in Estonija. V Srednji Evropi ter v Franciji, Španiji in Italiji večinoma uporabljajo sinhronizacijo, v državah nekdanje Sovjetske zveze pa se večinoma uporablja podnaslavljanje, vendar je prisotna tudi sinhronizacija.

#### Slovenija
V Sloveniji distributerji filme in oddaje načeloma podnaslavljajo. Sinhronizirajo le video vsebine, namenjene otrokom, ki načeloma še ne znajo brati in tako podnapisi ne pridejo v poštev. To so na primer animirani filmi, pri prevajanju katerih so nemalokrat uporabljena tudi slovenska narečja, risanke in otroške izobraževalne oddaje. Zlasti pri sinhornizaciji holywoodske produkcije v slovenščino distributerji običjano najamejo znane imena slovenske kulturne, zlasti igralske (Dario Varga, Sebastian Cavazza, Jurij Zrnec idr.), pa tudi športne scene (Jure Košir).

## Prednosti in slabosti sinhronizacije
Pri prevajanju besedila, ki ga izgovori lik, mora prevajalec upoštevati omejenost pri trajanju samega govora, saj mora biti premikanje ustnic lika čim bolj usklajeno z dejanskim govorom. Zaradi tega mora prevajalec včasih kakšno stvar izpustiti ali pa dodati. Temu se mora prilagajati tudi tisti, ki liku posodi svoj glas. Velike težave pri prevajanju predstavljajo tudi kulturnospecifični elementi (kulturemi), ki so lahko značilni samo za kulturo jezika, iz katere prevajalec prevaja, in so težko razumljivi ciljnemu gledalcu, v nekaterih primerih pa so tudi neprevedljivi. Zaradi teh dejavnikov pride pri sinhronizaciji do izgube določenih elementov izvirnega jezika, kar lahko povzroči nerazumevanje neke situacije in tako film ne doseže enakega vpliva na gledalca kot ga v izvirnem jeziku. Seveda pride do tega tudi pri podnaslavljanju, vendar je tam gledalcu vedno na voljo tudi izvirni jezik. To gledalcu tudi omogoči učenje tuejga jezika, kar pa pri sinhronizaciji ni mogoče.
Nekaterim gledalcem pa istočasno branje in poslušanje besedila predstavlja težave, zato je v tem primeru koristnejša sinhronizacija. Med spremljanjem sinhroniziranega filma se lahko gledalec tudi popolnoma osredotoči na sliko in tako lažje spremlja dogajanje kot pri podnaslovljenem, ko mora obenem brati in gledati.